# Aganosma lacei
Aganosma lacei är en oleanderväxtart som beskrevs av Raiz.. Aganosma lacei ingår i släktet Aganosma och familjen oleanderväxter. Inga underarter finns listade i Catalogue of Life.